# Pomacea haustrum
Pomacea haustrum är en snäckart som först beskrevs av Reeve 1858.  Pomacea haustrum ingår i släktet Pomacea och familjen äppelsnäckor. Inga underarter finns listade i Catalogue of Life.

## Bildgalleri

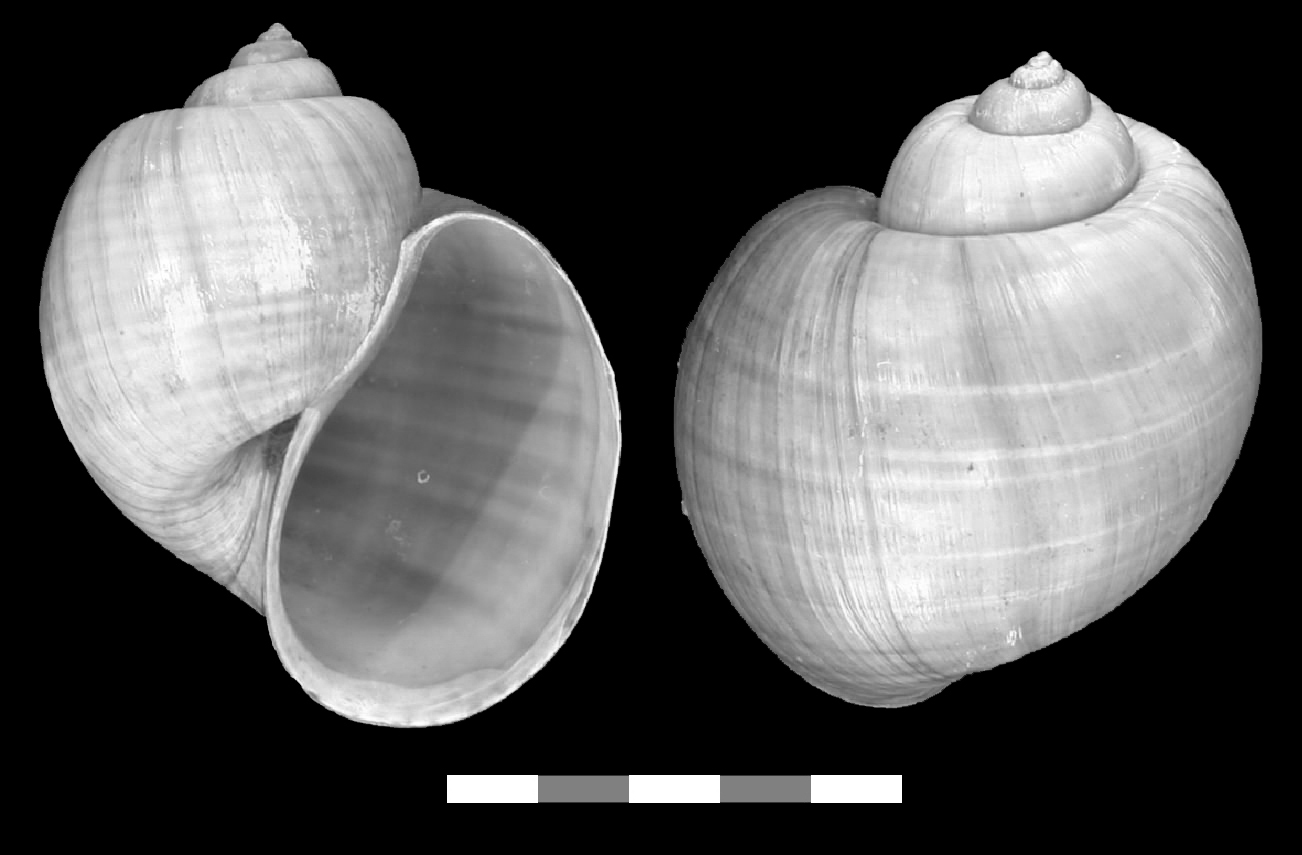
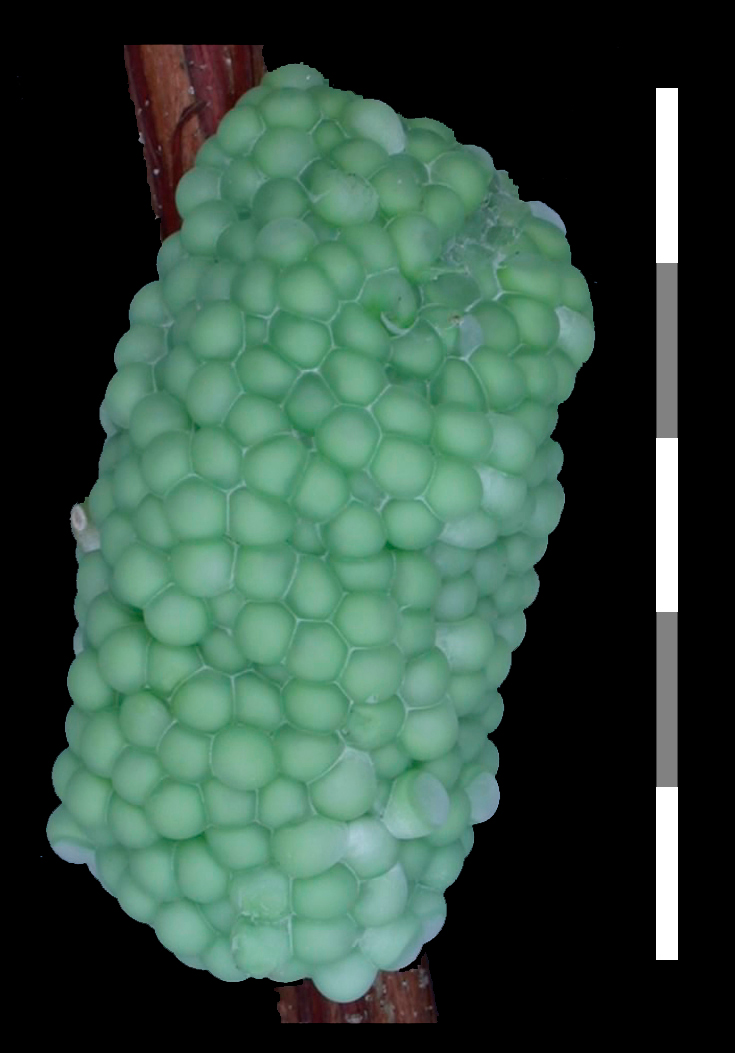